# Mark A. Welsh

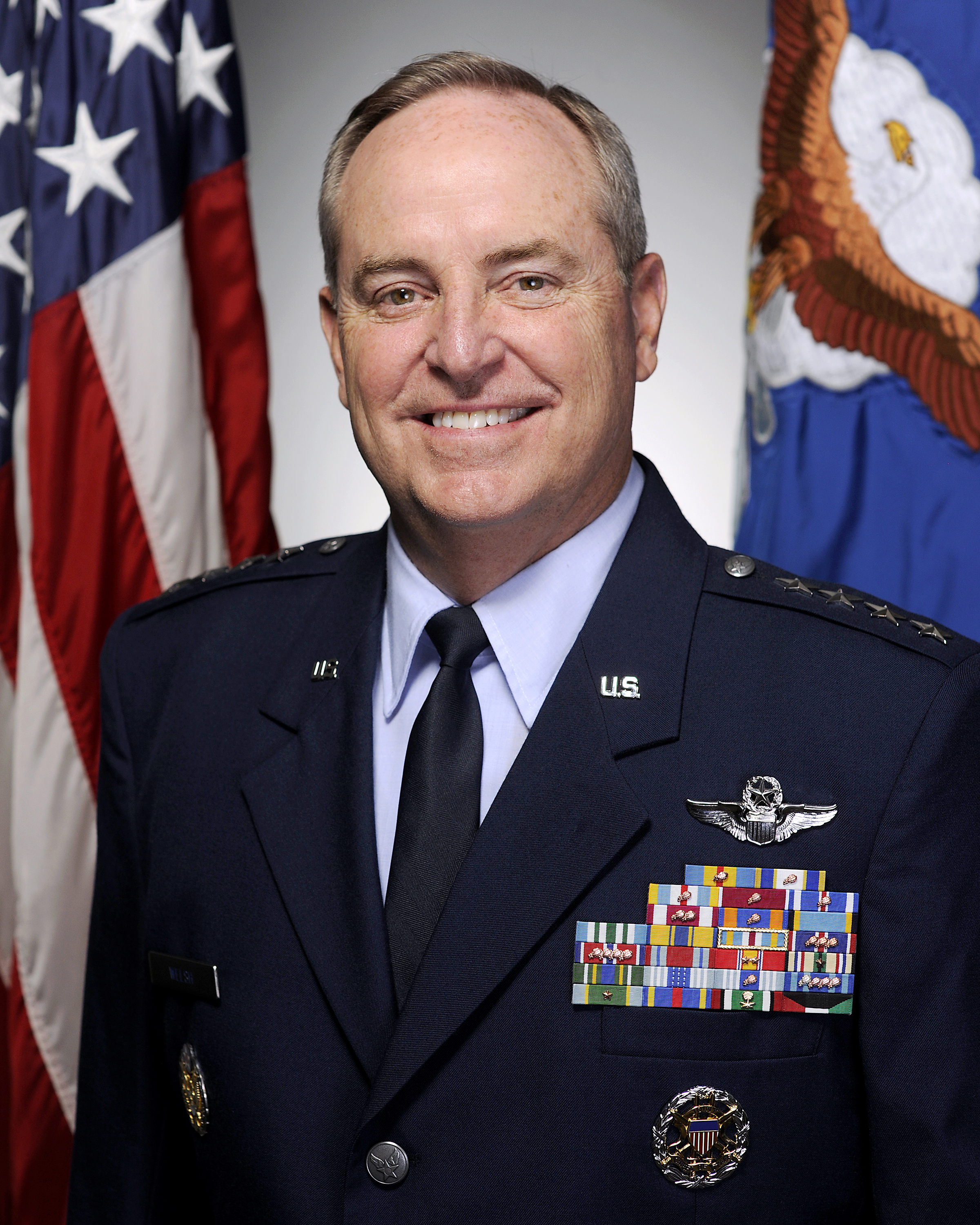
Mark Welsh (2012)

Mark Anthony Welsh III. (* 26. Januar 1953 in San Antonio, Texas) ist ein General der United States Air Force (USAF) und war vom 10. August 2012 bis 24. Juni 2016 der 20. Chief of Staff of the Air Force (CSAF).

## Ausbildung und Karriere
Welsh besuchte ab 1972 zunächst die Wentworth Military Academy in Lexington und schloss sein Studium 1976 an der United States Air Force Academy in Colorado Springs mit einem Bachelor of Science ab. Es folgten bis 1984 Ausbildungen auf unterschiedlichen Flugzeugmustern, ab 1984 war Welsh dann selbst als Ausbilder tätig. Zwischen 1984 und 1986 absolvierte Welsh Fernstudiengänge an der Squadron Officer School, dem Air Command and Staff College und dem Air War College, 1987 folgte ein Master-Abschluss in Computer Resource Management an der Webster University, Missouri. In den 1990er-Jahren diente Welsh in wechselnden Verwendungen, unter anderem in Südkorea.
Während seiner Laufbahn kam Welsh bislang auf über 3300 Flugstunden auf den Mustern F-16, A-10, T-37 und TG-7A.

## Dienst im Generalsrang

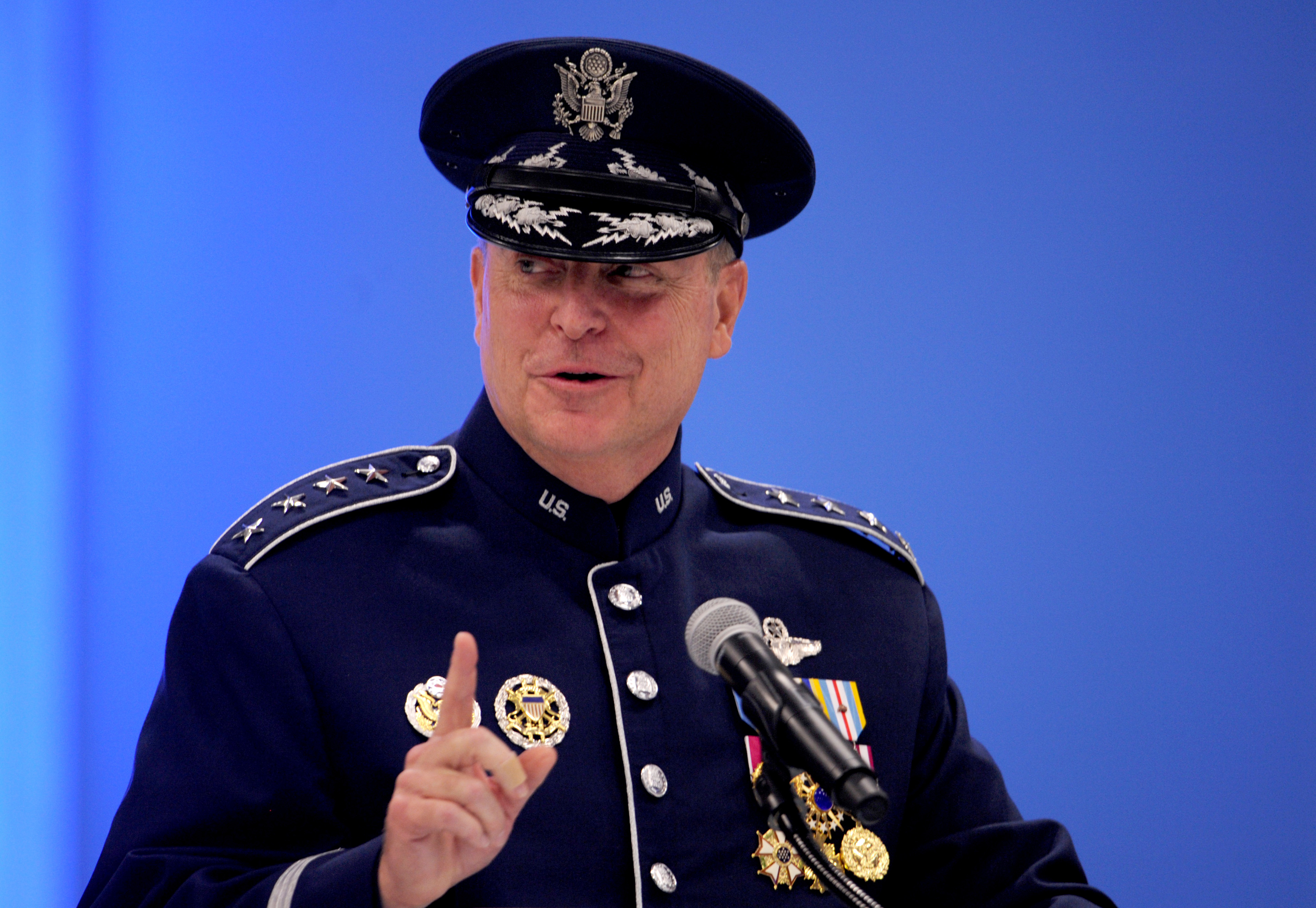
Welsh während seiner Vereidigung als CSAF, Joint Base Andrews, August 2012

Ab Juni 1999 war Welsh kommandierender Offizier für die Ausbildung an der US Air Force Academy, wo er am  1. August 2000 zum Brigadegeneral befördert wurde; es folgte ein zweijähriger Aufenthalt in Deutschland, wo er als Direktor des Planungsstabes der U.S. Air Forces Europe im rheinland-pfälzischen Ramstein stationiert war.
2003 wurde er zurück in die Vereinigten Staaten in den Stab des Assistant Secretary of the Air Force versetzt und am 1. August zum Generalmajor befördert.
Zwischen Juni 2005 und Juni 2007 war er stellvertretender Leiter des Joint Functional Component Command for Intelligence, Surveillance and Reconnaissance des US Strategic Command in Washington, D.C., anschließend  stellvertretender Kommandeur des Air Education and Training Command, ab 9. Dezember 2008 im Range eines Generalleutnants.
Von Dezember 2010 an kommandierte Welsh unter Beförderung zum General die U.S. Air Forces Europe und das Allied Air Command – wiederum in Ramstein – und fungierte gleichzeitig als Direktor des Joint Air Power Competence Centre der NATO.
Am 10. Mai 2012 nominierte der damalige US-Verteidigungsminister Leon Panetta Welsh für die Nachfolge von Norton A. Schwartz als Chief of Staff of the Air Force.  Der Senat bestätigte die Nominierung am 2. August, Welshs Vereidigung erfolgte schließlich am 10. August; er ist der 23. Offizier in dieser Dienststellung seit Einführung 1947. Im Sommer 2016 ging er in den Ruhestand.
Qua Amt war Welsh auch Mitglied der Joint Chiefs of Staff.

## Auszeichnungen
Auswahl der Dekorationen, sortiert in Anlehnung der Order of Precedence of Military Awards:
- Defense Distinguished Service Medal (2 ×)
- Air Force Distinguished Service Medal (2 ×)
- Defense Superior Service Medal (2 ×)
- Legion of Merit (2 ×)
- Distinguished Flying Cross (2 ×)
- Meritorious Service Medal (3 ×)
- Air Medal (2 ×)
- Joint Service Commendation Medal
- Air Force Commendation Medal
- National Defense Service Medal (3 ×)
- Southwest Asia Service Medal (2 ×)

## Beförderungen
| Rang               | Datum             |
| ------------------ | ----------------- |
| Second Lieutenant  | 2. Juni 1976      |
| First Lieutenant   | 2. Juni 1978      |
| Captain            | 2. Juni 1980      |
| Major              | 1. Mai 1985       |
| Lieutenant Colonel | 1. Juni 1989      |
| Colonel            | 1. Februar 1994   |
| Brigadier General  | 1. August 2000    |
| Major General      | 1. August 2003    |
| Lieutenant General | 9. Dezember 2008  |
| General            | 13. Dezember 2010 |